# Biết ơn chị Võ Thị Sáu
Biết ơn chị Võ Thị Sáu là một bài hát thuộc thể loại nhạc trữ tình cách mạng do nhạc sĩ Nguyễn Đức Toàn sáng tác vào năm 1958 đây là một trong những bài hát viết về đề tài Cách mạng, đề tài người lính.

## Hoàn cảnh sáng tác
Năm 1958, hưởng ứng cuộc thi sáng tác đề tài về người con gái miền Nam. Nhạc sĩ Nguyễn Đức Toàn tình cờ đọc được câu chuyện về Võ Thị Sáu trong tác phẩm Vượt Côn Đảo của nhà văn Phùng Quán, trong đó có chi tiết: thời thơ bé chị Sáu rất thích chơi hoa Lêkima. Nhạc sĩ Nguyễn Đức Toàn thấy có thể lấy Lêkima làm hình tượng cho Võ Thị Sáu.

## Ca sĩ trình bày
Kể từ khi ra đời, bài hát từng được khá nhiều ca sĩ trình bày nhưng thành công nhất có thể kể đến ca sĩ Thanh Thúy. Bài hát từng giúp Thanh Thúy đoạt giải tại Tiếng hát Truyền hình Thành phố Hồ Chí Minh năm 1994. Chính vì việc này, cô được đạo diễn Lê Dân mời đóng vai nhân vật Võ Thị Sáu trong phim "Người con gái đất đỏ" vào năm 1995.

## Bài hát
Bài hát có 3 đoạn, trong đó, đoạn 1 và đoạn 3 âm nhạc giống nhau. Giai điệu bài hát lúc thiết tha trìu mến, lúc vút cao xáo động, trên một nét nhạc chủ đạo được tác giả phát triển một cách tinh tế, khéo léo.